# Carlos Herculano Inglês de Sousa
Carlos Herculano Inglês de Sousa (Rio de Janeiro, 21 de novembro de 1911—Campinas, 26 de junho de 1964) foi um empresário brasileiro, pioneiro da indústria alimentícia com a introdução da manteiga pasteurizada no Brasil. Era conhecido como Carluccio.
Filho de Carlos Inglês de Sousa (1882-1948), economista e diretor do Banco do Brasil de 1926 a 1930 no Governo Washington Luís, e Guiomar Portela Inglês de Sousa (1890-1963). Por parte de seu pai, Carluccio foi neto do advogado, escritor e político brasileiro Herculano Marcos Inglês de Sousa.
Casou-se em Taubaté em 8 de dezembro de 1936 com a sobrinha de seu sócio Raul Guisard (e filha de seu futuro sócio Alberto Guisard), Daisy Guisard (Taubaté, 1918 - Campinas 2007),  com quem teve três filhos: Gilda (1940), Carlos Alberto (1945) e Luiz Roberto (1948).
Fundou com Raul Guisard em 1935 em Taubaté a Inglez de Souza Filho & Cia Ltda, produzindo sopas de legumes e doces de fruta. Nos anos 1940, com a saída do sócio Raul Guisard e a entrada de Alberto Guisard, a empresa mudou seu nome para Produtos Alimentícios Embaré. Os dois sócios venderam a Embaré para os Laticínios Lagoa da Prata em julho de 1963.
Paralelamente à sua atividade industrial, até seu falecimento em 1964, Carluccio foi também um grande suporte regional do político brasileiro Ulysses Guimarães no Vale do Paraíba.